# Oskar Teufel
Oskar Teufel (5. října 1880 Znojmo – 26. ledna 1946 Vídeň) byl rakouský továrník a politik, na počátku 20. století poslanec Říšské rady, Moravského zemského sněmu a Prozatímního Národního shromáždění Německého Rakouska, v listopadu 1918 zemský hejtman Německé jižní Moravy.

## Životopis
Narodil se ve Znojmě v rodině majitele továrny na výrobu octu a okurkových konzerv Heinricha Teufela původem ze Seefeldu v Dolním Rakousku. Po absolvování reálky a praxe v zahraničí se brzy začal věnovat politice. Během znojemských obecních voleb v roce 1906 se podílel na vytváření německého lidového a antisemitského hnutí a místní Národní rady (Volksrat). V roce 1907 se stal předsedou Deutschvölkischer Verein für Znaim und Umgebung, základny znojemských německých radikálů (jejich cílem bylo Předlitavsko jako německý národní stát). Kromě toho působil také jako předseda jihomoravské župy Školského spolku.
Svému politickému přesvědčení přizpůsoboval i svůj další život. Přestoupil z římského katolictví k evangelíkům, jejichž vyznání bylo chápáno jako "němečtější". Továrnu po otci přejmenoval na "První áríjská továrna na ocet a konzervy ve Znojmě".
Teufel chtěl narušit hegemonii německých pokrokářů na znojemské radnici. Dosáhl anulace místních obecních voleb v roce 1906. V opakovaných volbách v roce 1908 ale radikálové stejně neuspěli, a tak založili vlastní Deutscher Mahnruf. Také demonstrativně odešli z Deutscher Bürgerverein (Německého měšťanského spolku). Pokrokáři i tak s radikály v čele s Teufelem spolupracovali a přislíbili jim přenechat v následujících obecních volbách čtvrtinu křesel v obecním výboru.
Výměnou za podporu pokrokářského kandidáta ve znojemském městském obvodě ve volbách do Říšské rady v roce 1907 získali radikálové příslib pokrokářů v následujících volbách v roce 1911 pro Teufela. Ústředí pokrokářů ale nominovalo do voleb Josefa Jelinka. Teufel jej ale porazil již v prvním kole. Ve stejné době se stal členem výkonného výboru volebního uskupení Německý národní svaz. Již v roce 1910 zasedl v říšském vedení radikálů. Zároveň se díky předchozí dohodě stal členem obecního výboru.
Díky aktivnímu působení v Říšské radě získal podporu oficiálního vedení místních pokrokářů pro moravské zemské volby 1913. Byl tak zvolen i zemským poslancem, když porazil místního továrníka Hanse Künzela, jehož navrhla Hospodářská jednota pro Znojmo a okolí. Na sněmu se stal členem živnostenského, národně-politického (v rámci toho pak členem finančního podvýboru a podvýboru pro ústavní a správní záležitosti) a elektrifikačního výboru.
Po vypuknutí první světové války byl u všech vypravování vojáků na frontu a postupně si vydobyl pozici druhého muže města po starostovi Heinrichu Hommovi. Po obnovení činnosti Říšské rady v roce 1917 patřil k nejaktivnějším podporovatelům ustavení rakousko-německého substátu v rámci Předlitavska. Stal se rovněž místopředsedou Německé radikální strany. Když strana odmítla na nové Hussarekově vládě vynutit udržení proněmeckého kurzu Seidlerovy vlády, tak ale na tento post demonstrativně rezignoval.

### Německá jižní Morava
Během rozpadu Rakouska-Uherska svolal na znojemské radnici 3. listopadu 1918 schůzku s dalšími 5 německými poslanci (Josefem Lukschem, Josefem Brunnerem, Eduardem Kafkou, Franzem Wagnerem a Aloisem Winterem). Teufel byl zvolen krajským hejtmanem nově vyhlášené Německé jižní Moravy, která se na základě práva národů na sebeurčení přihlásila k Německému Rakousku. Teufel odmítl vyjednávat o smíru s Národním výborem v Brně v čele s Hynkem Bulínem a ten na oplátku vyhlásil hospodářskou blokádu kraje. Teufel ve funkci požadoval přísahu všech veřejných činitelů pro Německé Rakousko, což Češi odmítli. Kromě toho povolal do Znojma vojsko - námořníky pod vedením jeho bratra. Dne 20. listopadu jej ale ve funkci nahradil hrabě Hieronymus Oldofredi.
Dva dny před příchodem československého vojska do regionu ještě prohlašoval, že Češi ovládnou Znojmo pouze přes mrtvolu jeho a jeho dětí, ale den na to již uprchl vlakem do Vídně. Ještě po obsazení pohraničí československou armádou a přesunutí hejtmanství do Retzu marně lobboval za připojení regionu k Německému Rakousku u vídeňské vlády i mezinárodních diplomatů ve Švýcarsku.
V letech 1918–1919 byl poslancem Prozatímního národního shromáždění Německého Rakouska. V září 1919 jej rakouský prezident zbavil přísahy pro Rakousko. Zůstal ale ve Vídni a působil v krajanských německých spolcích, protože v Československu byl v nepřítomnosti souzen pro velezradu. Podle pověstí skončil jako vídeňský barový tanečník.